# Tenuiphantes wunderlichi
Tenuiphantes wunderlichi är en spindelart som först beskrevs av Michael Ilmari Saaristo och Andrei V. Tanasevitch 1995.  Tenuiphantes wunderlichi ingår i släktet Tenuiphantes och familjen täckvävarspindlar.
Artens utbredningsområde är Turkiet. Inga underarter finns listade i Catalogue of Life.